# Soucron
Soucron arenarium és una espècie d'aranya araneomorfa de la subfamilia dels erigonins, dins de la família Linyphiidae. És l'únic membre del gènere monotípic Soucron.
Es poden trobar als Estats Units i al Canadà.
Fou descrit per primera vegada per S. C. Bishop i C. R. Crosby l'any 1936.